# Larys Strong
Larys Strong (gúnynevén a Dongalábú Larys, vagy Tönklábú) szereplő George R. R. Martin amerikai író A tűz és jég dala című fantasy regénysorozatában, illetve annak televíziós adaptációjában, a Sárkányok házában.
I. Viserys Targaryen uralkodásának második felében Harrenhal ura lett és a Strong-ház vezetője. A kistanácsban a Suttogók mestereként szolgált Viserys és II. Aegon uralkodása idején, valamint gyóntatójukként is.
A Sárkányok háza televíziós sorozatban Matthew Needham alakítja. A sorozat magyar nyelvű változatában a szereplő állandó szinkronhangja Jaskó Bálint.

## Története a könyvekben

### Karakterleírás
Születése óta dongalábbakkal élt.
Ritkán beszélt, inkább figyelt és hallgatott, de ha úgy hozta a szükség, megeredt a nyelve. Alattomos és titkolódzó volt, ám nyájas és közlékeny is tudott lenni, ha a szükség úgy kívánta. Nem bízott meg senkiben.
Larys rejtélye több nemzedéken át kínozta a történelem tudósait. Nem volt teljesen hűséges II. Aegonhoz, de a feketékhez sem. A Sárkányok Tánca egészét átvészelte, egyszer
az egyik, máskor a másik oldalon, eltűnt, majd felbukkant, de mindig túlélt.

### I. Viserys uralkodása

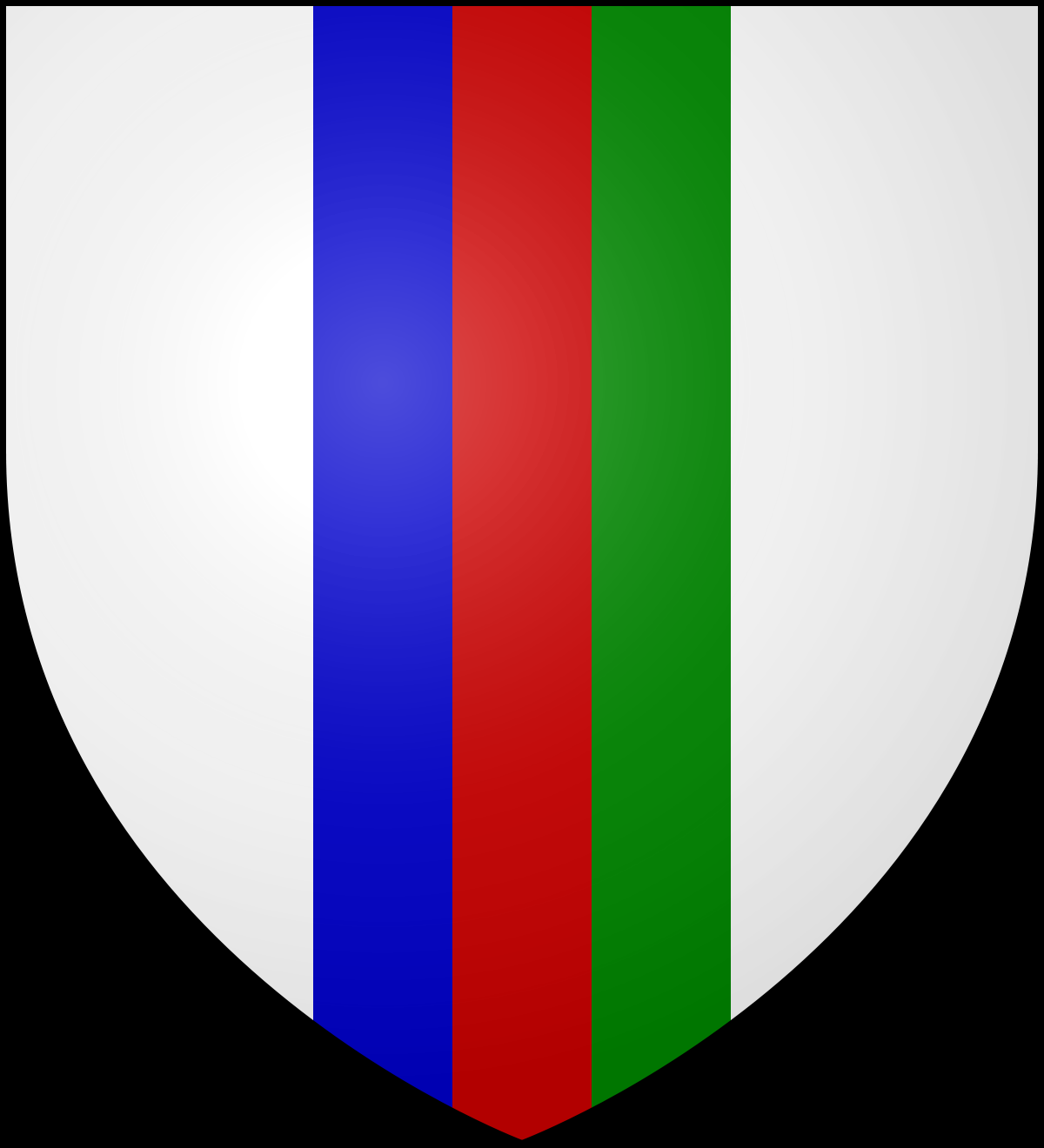
A Strong-ház címere

H. u. 105-ben Viserys király felkérte Lyonel Strongot, Harrenhal urát, hogy törvénymesterként csatlakozzon a kistanácshoz. Magával vitte Harwint és Laryst is, valamint két hajadon lányát. Larys csatlakozott a király vallatóihoz.
H. u. 120-ban Lyonel és Harwin meghalt a harrenhali tűzben, így Larys örökölte apja székét és Harrenhal urának címét. Némely beszámolók egyszerűen balesetnek vélik az egészet, de vannak akik szerint Larys szervezte meg, hogy ő lehessen Harrenhal ura. További feltételezések szerint Daemon Targaryen herceg, Lord Corlys Velaryon és maga Viserys király is lehetett, valamint Fekete Harren átka.
Ezt követően Viserys kistanácsában a Suttogók mestere lett a Gyóntató úr pozíciója mellett.

### A Sárkányok tánca
H. u. 129-ben I. Viserys meghalt és Dongalábú a zöldek pártán állt. Részt vett a a zöldek tanácsán, amely beleegyezett abba, hogy II. Aegon Targaryent támogassa idősebb féltestvére, Rhaenyra Targaryen ellen. Vágást ejtett a tenyerén, hogy véresküt tegyenek összeesküvésük megpecsételése érdekében.
A Sárkányok tánca kitörésekor Daemon herceg elfoglalta a várát, Harrenhalt. Aegon anyja, Alicent Hightower királynő állítólag megparancsolta Larysnek, hogy kínozza meg Vért Jaehaerys Targaryen herceg meggyilkolásáért. Listát írt azokról a nemesekről, akik megjelentek Sárkánykőn Rhaenyra királynő megkoronázásakor, illetve ott ültek a fekete tanácsban.
H. u. 130-ban Rhaenyra elfoglalta Királyvárt, de Laryst nemtudták elfogni, mert elbújt. Kicsempészte II. Aegont, Jaehaera hercegnőt és Maelor herceget Kegyetlen Maegor egyik titkos alagútján át, amikor a királynő sárkányai megjelentek a főváros felett. Ser Rickard Thorne-t elküldte a kétéves Maelor herceggel Hightower úrhoz, míg a hatéves Jaehaera hercegnőt Ser Willis Fellre bízta, aki Viharvégbe indult. Egyikük sem tudta, hová tart a másik, így nem is árulhatták el egymást, csak Larys tudta, mivel ő tervelte ki. A királyt közembernek álcázva Sárkánykőre küldte Vizes Marstonnal. Úgy gondolta a királynő saját erődjében keresni utoljára.
A folyóvidéki hadjárata során Aemond herceg úgy vélte, Larys valahogy segített Rhaenyrának a főváros elesésében. Harrenhal udvarán megölte a herceg az összes Strongot. Egyedül a Suttogók mestere élt még.
Királyvárban maradt és megbújt az árnyakban, ahol további ármányokat szőtt Rhaenyra ellen. Amikor Helaena királynő öngyilkos lett, az a pletyka terjedt el az egész városban, hogy Rhaneyra parancsára gyilkolták meg. Gomba szerint viszont ezt csak Larys terjesztette el.

A fővárosban lázadás tört ki és Rhaenyra elmenekült. Ser Perkin, a Bolha saját fegyverhordozóját, a tizenhat éves Trystane-t koronázta királynak. A Vörös Toronyban bújt elő, miután előjött ismeretlen búvóhelyéről, Ser Perkin pedig szívélyesen üdvözölte, ahogy elfoglalta a helyét új királya oldalán.
Larys színlelte Trystane támogatását, azért. hogy Alicent, Orwyle nagymester és Lord Corlys Velaryon szabadon engedjék. Lord Borros Baratheon a viharföldiek hadával a főváros kapuja elé érkezett, Larys pedig Trystane nevében egyezkedni ment velük, de Ser Perkin és a zöldekkel összeesküdést folytatott Trystane ellen. Vissza akarták helyezni trónjára II. Aegont, amennyiben Trystane kivételével mindegyikük kegyelmet nyer. Dongalábú beleegyezett, hogy elveszi feleségül Floris Baratheont. Alicent királyné holtan akarta látni a Tengeri Kígyót, de Larys rámutatott hogy Aegon király Sárkánykőn tartózkodik Alyn Velaryon hajóival körbevéve. Azt javasolta, hogy kössön békét Corlys Velaryonnal, és a háború után megszabadulhat tőle.
II. Aegon király visszatérését követő első tanácskozáson Corlys Velaryont felháborította Ser Tyland Lannister javaslata, hogy végezzék ki az ifjabb Aegon herceget. Lord Strong meggyőzte a királyt, hogy ne büntesse meg Corlyst, mert az Alyn Velaryont ellenséggé tenné. Larys nagyúr a tanács ülése után azonnal a Tengeri Kígyóhoz ment, és elárulta neki a király szándékát, miszerint most mindent megad neki, majd a háború befejeztével végez vele. Együtt titokban összeesküdtek a háború befejezésére.
Ezt követően Lord Borros Baratheon vereséget szenvedett a Királyi útnál Tully nagyúr vezette Három Folyó hada ellen. A király elutasította a Tengeri Kígyó javaslatát, miszerint meg kell adnia magát. Baela Targaryen úrnőt biztonságba helyeztette embereivel, hogy ne lehessen túszként használni Corlys ellen. II. Aegont hamarosan holtan találták és véres volt az ajka. Larys és Corlys megölték vagy bebörtönözték a megmaradt néhány hűségest, és rávették a megmaradt zöldeket, hogy adják meg magukat, miközben a folyami urak megérkeztek a fővárosba.
II. Aegon utódja ifjabb Aegon lett, aki Jaehaera hercegnőt vette feleségül és III. Aegon néven lépett trónra. A városon keresztülvonuló folyami urakat megéljenezte a város népe, ami Gomba szerint Larys tervelte ki.

### A Farkas órája
A szerencse Larys és társai ellen fordult Lord Cregan Stark északi hadseregének érkezésével, aki az új király III. Aegon Targaryen Segítőjeként szolgált a Farkas órájában. Stark nagyúr Rhaenyra támogatója volt, de kifogásolta II. Aegon meggyilkolását. Orwyle nagymester kínvallatása alatt bevallotta, hogy ő adta a mérget Dongalábúnak. Ser Perkin azt mondta, hogy Larys parancséra cselekedett. A Tengeri Kígyó nem is próbálta tagadni bűnösségét, mindent a birodalom érdekében tett, véget kellett vetni az őrületnek. Strong nagyúr  ugyan nem tagadta, de el sem ismerte a vádakat. Cregan Stark, a Koronázatlan király Segítője felségárulásban, gyilkosságban és királygyilkosságban találta bűnösnek a két nagyúrt, és halálbüntetéssel sújtotta őket. Alysanne Blackwood meggyőzte, hogy kímélje meg Lord Velaryont.
Ser Perkin, a Bolha közölte, hogy fel kívánja ölteni a feketét és Cregan eleget tett kérésének. Ser Gyles, a Királyi Testőrség lovagja és Larys Strong nagyúr a halált választotta. A valyriai pallosával, Jéggel lefejezte őket. Cregan teljesítette Larys utolsó kérését, miszerint a holttestéről vágják le dongalábát, hogy legalább halála után megszabaduljon tőle.
Larys Strong nagyúr és Ser Gyles Belgrave fejét a Vörös Torony kapujának két oldalára tűzték ki. Larys nagyúr maradványait átadták a csendes nővéreknek, és évekkel később csontjai Harrenhalban kerültek végső nyughelyükre, de a dongalába eltűnt. Larys volt az utolsó Strong, ezzel egy büszke és ősi ház vérvonala kihalt.

## A szereplő története a sorozatban
Az HBO televíziós sorozatában Laryst Matthew Needham alakította.

### Első évad
Larys apjával és testvérével együtt csatlakozott Viserys király vadásztársaságához, amit Aegon herceg második születésnapjának tiszteletére rendeztek. A lába miatt nem tud részt venni a vadászaton, Alicent királynővel és a többi nemes hölggyel együtt ül a királyi sátorban, és csendben hallgatja beszélgetésüket.
A Vörös Torony istenerdőjében Larys értesíti Alicentet, hogy Mellos nagymester holdteát adott Rhaenyrának, és felajánlja, hogy szövetségese lesz az udvarban. Alicent és Rhaenyra egyre jobban eltávolodik egymástól.
Tíz évvel később Alicent és Larys bizalmasai lettek egymásnak. Alicent tájékoztatja őt, hogy Viserys visszautasította apja, Ser Lyonel Strong lemondását a Király Segítője tisztségéről. A királyné elárulja Larysnak, hogy azt kívánja, bárcsak az apja, Ser Otto még mindig a Király Segítője lenne. Három halálraítélt bűnözőt toboroz a fekete cellából, akiknek kivágatja a nyelvüket, a rabok tüzet gyújtanak Harrenhalban, és megölik Lyonelt és Harwint. Később tájékoztatja erről Alicentet, hogy megszabadította az utat Otto Hightower előtt, hogy Segítőként térhessen vissza az udvarba, bár a királynét zavarja Larys tette.
Tiszteletét tette Laena Velaryon temetésén Hullámtörőn, ahol Ser Criston Cole megemlíti Alicent királynénak, hogy Lyonel Strong fia szégyentelenül bámulja őt, amióta csak megérkezett. Alicent azt válaszolja neki, hogy csak büszkeségből, mivel ő lett Harrenhal új ura. Lucerys herceg és Aemond herceg közötti incidens után, amelyben az utóbbi elvesztette a szemét. Királyvárba visszafelé utazva a hajón Larys odamegy Alicenthez és felajánlja neki, hogy ha egy szemmel szeretne törleszteni, akkor áll szolgálatára. A királyné ezt elutasítja, miszerint nem lesz rá szükség, de nem maradt észrevétlen a hűsége és eljön a nap, amikor szüksége lesz egy ilyen barátra.
Hat évvel később királyi vallatóként figyeli a nagyurak hűségeskütételét. Ser Otto késlelteti a király halálának bejelentését, hogy megerősítse pozícióját, és hűséget követel a nemesektől. Az őröknek szól, hogy tartoztassák le Allun Caswell nagyurat, aki szökni próbált, hogy figyelmeztesse Rhaenyra hercegnőt. Ser Otto elrendeli a kivégzését, majd megdicséri Laryst, valamint megemlíti neki, hogy sokszor látni a királyné társaságában. Válaszul csak annyit mond, hogy nincs akadálya hogy azok az órák végső soron a te hasznodra legyenek.
Este Alicent elhagyja apja termét, miután nem egyezett a véleményük, majd kényelmetlenül érzi magát, amikor Laryst a hálószobájában várja. Tájékoztatja, hogy Mysaria, a Fehér Féreg tájékoztatta apját Aegon hollétéről, és az ő kémhálózatának segítségével figyel meg több személyt is. Talya nevű udvarhölgye is kém. Felajánlja, hogy ezt az előnyt semmissé tegyék, Mysaria megölésével. Larysnak szexuális fétise van, és az információkért cserébe Alicent a lába látványával fizet neki. Később egy rabbal felgyújtatta a Fehér Féreg házát.